# Coen Moulijn
Coenraadt "Coen" Moulijn (Róterdam, 15 de febrero de 1937-ibídem, 4 de enero de 2011) fue un futbolista neerlandés de la década de 1960 y principios de la de 1970 que jugaba de extremo. Fue comparado por algunos con Stanley Matthews, incluso algunos aseguran que fue el mejor extremo izquierdo de la historia.

## Carrera
Hizo su debut a los 17 años y un año más tarde lo fichó el Feyenoord Rotterdam por una suma de 25 000 florines, una cantidad enorme. Coen hizo su debut en 1955 contra el MVV Maastricht y jugó 720 partidos con el Feyenoord. Coen sólo jugó 38 partidos para la Oranje. En 1961 el FC Barcelona llegó a Róterdam para negociar una transferencia por el extremo, pero el Feyenoord se negó categóricamente a hablar de ello. Ofrecieron a Coen un acuerdo de ocho años (inaudito en aquellos días), pero se negó.  En 1969 los periodistas deportivos de la prensa internacional lo nombraron el mejor delantero de Europa. En 1970 ganó la Copa de Europa que es la Liga de Campeones de la UEFA con el Feyenoord en un partido contra el Celtic Glasgow y en 1971 ganó la Copa Intercontinental.
Moulijn dejó de jugar al fútbol en 1972, por tanto no participó en la obtención del subcampeonato mundial de 1974 con la "Naranja Mecánica", pero tenía el respeto de todo el equipo y era considerado el más grande hasta ese entonces. Al retirare se dedicó a sus negocios y falleció en la madrugada del martes 4 de enero de 2011 tras un derrame cerebral, tenía 73 años y dejó un enorme legado para el fútbol holandés y mundial.